# Greenview No 16
Le district municipal de Greenview No  16 (anglais : Greenview No. 16) est un district municipal de 5 299 habitants en 2011, situé dans la province d'Alberta, au Canada.

## Communautés et localités
Bourgs
- Fox Creek
- Grande Cache
- Valleyview

Hameaux
- DeBolt
- Grovedale
- Landry Heights
- Little Smoky
- Ridgevalley

Localités
- Amundson
- Aspen Grove
- Botten
- Braaten
- Calais
- Clarkson Valley
- Crooked Creek
- Denard
- Dorscheid
- East Grove
- Goodwin
- Grande Cache Lake
- Grey
- Grizzly
- Hilltop
- Kaybob
- Latornell
- Little Smoky River
- Muskeg River
- New Fish Creek
- Owen
- Pass Creek
- Sturgeon Heights
- Sturgeon Lake Settlement
- Susa Creek
- Sweathouse Creek
- Thordarson
- Tolstad
- Two Creeks
- Wapiti
- Winniandy

Autres
- Wanyandie Flats

## Démographie
| 2011  | 2016  |
| ----- | ----- |
| 5 299 | 5 583 |